# Семиградська вулиця (Харків)
Семигра́дська ву́лиця — вулиця у Салтівському районі Харкова. Починається від вулиці Академіка Павлова і йде на північний захід до перехрестя Артільної і Малинівської вулиць. Довжина приблизно 1,03 км. Від вулиці Академіка Павлова до перетину з Тюрінською вулицею рух на Семиградській вулиці односторонній, далі і до кінця — двосторонній. Забудована переважно одноповерховими приватними будинками.

## Історія та назва
Вулиця заснована у 1860-ті роки. Відомості про її назву суперечливі. У списках вулиць Харкова 1874, 1909, 1914 років вулиця названа Семирадською. Можливо, вулиця була названа ім'ям І. Семирадського, офіцера армії Російської Імперії, батька художника Генріха Семирадського. В праці Дмитра Багалія і Дмитра Міллера «Історія міста Харкова за 250 років його існування» висловлюється припущення, що вулицю було названо ім'ям відставного майора Семирадського. Однак, у Харківському календарі за 1869 рік зазначено, що на цій вулиці проживав Г. М. Семиградський, який теж міг дати своє ім'я вулиці.